# Marlborough (Wiltshire)
Marlborough es una localidad inglesa del condado de Wiltshire. Según el censo de 2001, tenía 8009 habitantes, de los cuales 3.958 eran hombres y 4.051 mujeres.

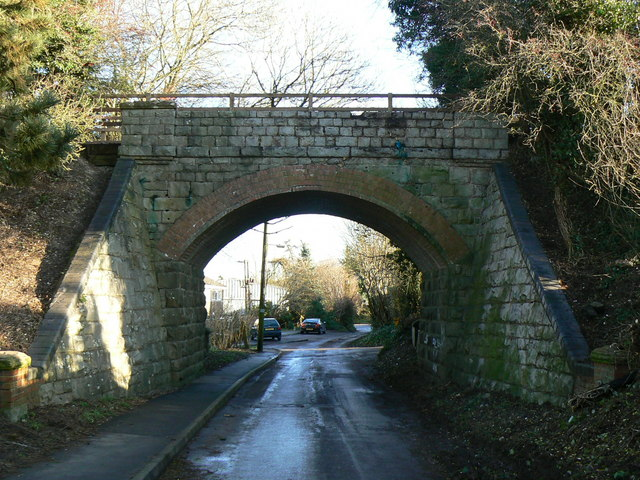
Puente sobre la calle Elcot

## Ciudades hermanadas
- Gunjur, Gambia; desde 1982
- Margency, Francia; desde 2002